# 요시미 잇세이
요시미 잇세이(일본어: 吉見 一星, 1982년 6월 16일~)는 일본의 전 축구 선수이다.

## 구단 경력
과거 몬테디오 야마가타에서 활동하였다.